# Савар (город)
Савар или Сабхар(бенг. সাভার, англ. Savar) — город в центральной части Бангладеш, административный центр одноимённого подокруга. Площадь города равна 24,1 км². По данным переписи 2001 года, в городе проживало 124 885 человек, из которых мужчины составляли 53,03 %, женщины — соответственно 46,97 %. Плотность населения равнялась 5182 чел. на 1 км².
24 апреля 2013 года в городе произошло обрушение восьмиэтажного здания, в результате которого погибло 1127 человек, были ранены более 2500 человек.